# لا هارب
لا هارب (إلينوي) (بالإنجليزية: La Harpe, Illinois)‏ هي مدينة تقع في الولايات المتحدة في إلينوي. يقدر عدد سكانها بـ 1,385 نسمة .

## التركيبة السكانية
حدّد مكتب تعداد الولايات المتحدة بيانات التركيبة السكانية للا هارب في تعداد الولايات المتحدة. في ما يلي، التركيبة السكانية حسب تعدادي 2000 و2010.

### تعداد عام 2000
بلغ عدد سكان لا هارب 1,385 نسمة بحسب تعداد عام 2000، وبلغ عدد الأسر 561 أسرة وعدد العائلات 384 عائلة مقيمة في المدينة. في حين سجلت الكثافة السكانية 392.4 نسمة لكل كيلومتر مربع (1,016.3/ميل2). وبلغ عدد الوحدات السكنية 604 وحدة بمتوسط كثافة قدره 171.1 لكل كيلومتر مربع (443.1/ميل2).
وتوزع التركيب العرقي للمدينة بنسبة 99.78% من البيض و0.07% من الأعراق الأخرى و0.14% من عرقين مختلطين أو أكثر و0.14% من الهسبانيون أو اللاتينيون من أي عرق.
بلغ عدد الأسر 561 أسرة كانت نسبة 33.3% منها لديها أطفال تحت سن الثامنة عشر تعيش معهم، وبلغت نسبة الأزواج القاطنين مع بعضهم البعض 57% من أصل المجموع الكلي للأسر، ونسبة 9.4% من الأسر كان لديها معيلات من الإناث دون وجود شريك،  بينما كانت نسبة 2% من الأسر لديها معيلون من الذكور دون وجود شريكة وكانت نسبة 31.6% من غير العائلات. تألفت نسبة 29.1% من أصل جميع الأسر من عدة أفراد يعيشون في نفس المنزل ونسبة 16% كانت تتألف من شخص يعيش بمفرده يبلغ من العمر 65 عاماً أو أكثر. وبلغ متوسط حجم الأسرة المعيشية 2.39، أما متوسط حجم العائلات فبلغ 2.93.
بلغ العمر الوسطي للسكان 41.1 عاماً. وكانت نسبة 24% من القاطنين تحت سن الثامنة عشر، وكانت نسبة 6.5% بين الثامنة عشر والرابعة والعشرين عاماً، ونسبة 24.4% كانت واقعةً في الفئة العمرية ما بين الخامسة والعشرين والرابعة والأربعين عاماً، ونسبة 23.2% كانت ما بين الخامسة والأربعين والرابعة والستين، ونسبة 18.7% كانت ضمن فئة الخامسة والستين عاماً فما فوق. يوجد لكل 100 أنثى 88.1 ذكر، ويوجد لكل 100 أنثى في الثامنة عشر من عمرها فما فوق 80.5 ذكر.
بلغ متوسط دخل الأسرة في المدينة 32,589 دولارًا، أما متوسط دخل العائلة فبلغ 37,708 دولارًا. وكان متوسط دخل الذكور 31,250 دولارًا مقابل 20,400 دولارًا للإناث. وسجل دخل الفرد الخاص بالمدينة 15,586 دولارًا. وكانت نسبة 4.6% من العائلات ونسبة 7.4% من السكان تحت خط الفقر، وكان من هؤلاء نسبة 8.9% تحت سن الثامنة عشر ونسبة 6.3% في الخامسة والستين من العمر وما فوق.

### تعداد عام 2010
بلغ عدد سكان لا هارب 1,235 نسمة بحسب تعداد عام 2010، وبلغ عدد الأسر 527 أسرة وعدد العائلات 346 عائلة مقيمة في المدينة. في حين سجلت الكثافة السكانية 349.9 نسمة لكل كيلومتر مربع (906.2/ميل2). وبلغ عدد الوحدات السكنية 604 وحدة بمتوسط كثافة قدره 171.1 لكل كيلومتر مربع (443.1/ميل2).
وتوزع التركيب العرقي للمدينة بنسبة 98.95% من البيض و0.32% من الأمريكيين الأفارقة و0.32% من الأمريكيين الأصليين و0.08% من سكان جزر المحيط الهادئ و0.32% من عرقين مختلطين أو أكثر و0.08% من الهسبانيون أو اللاتينيون من أي عرق.
بلغ عدد الأسر 527 أسرة كانت نسبة 29.4% منها لديها أطفال تحت سن الثامنة عشر تعيش معهم، وبلغت نسبة الأزواج القاطنين مع بعضهم البعض 51% من أصل المجموع الكلي للأسر، ونسبة 11.2% من الأسر كان لديها معيلات من الإناث دون وجود شريك،  بينما كانت نسبة 3.4% من الأسر لديها معيلون من الذكور دون وجود شريكة وكانت نسبة 34.3% من غير العائلات. تألفت نسبة 30.6% من أصل جميع الأسر من عدة أفراد يعيشون في نفس المنزل ونسبة 14.4% كانت تتألف من شخص يعيش بمفرده يبلغ من العمر 65 عاماً أو أكثر. وبلغ متوسط حجم الأسرة المعيشية 2.28، أما متوسط حجم العائلات فبلغ 2.80.
بلغ العمر الوسطي للسكان 44.3 عاماً. وكانت نسبة 21.9% من القاطنين تحت سن الثامنة عشر، وكانت نسبة 7.3% بين الثامنة عشر والرابعة والعشرين عاماً، ونسبة 22.3% كانت واقعةً في الفئة العمرية ما بين الخامسة والعشرين والرابعة والأربعين عاماً، ونسبة 25.8% كانت ما بين الخامسة والأربعين والرابعة والستين، ونسبة 22.8% كانت ضمن فئة الخامسة والستين عاماً فما فوق. وتوزع التركيب الجنسي للسكان بنسبة 48.4% ذكور و51.6% إناث.

## أعلام
- روبرت برنارد مارتن